# Dryomys laniger
Dryomys laniger là một loài động vật có vú trong họ Gliridae, bộ Gặm nhấm. Loài này được Felten & Storch mô tả năm 1968.